# Pic de Campbieil
Le pic de Campbieil est un sommet des Pyrénées françaises culminant à une altitude de 3 173 mètres. Il se situe dans le massif du Néouvielle, inclus dans le parc national des Pyrénées dont il constitue le deuxième sommet par l'altitude (le premier étant le pic Long, qui le surplombe avec ses 3 192 mètres d'altitude).

## Toponymie
Camp vielh (occitan) de camp, ici, territoire et vielh, vieux, ancien. Le Camp Vielh est un quartier de pâturages de haute montagne de la commune de Gavarnie-Gèdre.

## Géographie

### Topographie
Le pic de Campbieil est situé dans le département des Hautes-Pyrénées, entre Aragnouet et Gavarnie-Gèdre, dans le parc national des Pyrénées.

### Climat
Le climat est de type montagnard subocéanique.

## Histoire
La première ascension connue date de 1848, par le capitaine Loupot qui effectuait des travaux de triangulation. D'accès très facile par son versant ouest, celui de Gèdre, le sommet est fréquenté par les moutons et les isards et a donc été parcouru, de tout temps, par les bergers et les chasseurs.

## Voies d'accès
La voie d'accès la plus empruntée aujourd'hui passe par le nord, par un sentier qui ne présente aucune difficulté (si ce n'est le dénivelé), à partir du barrage de Cap de Long.
Une autre voie, un peu plus courte, est possible par l'est : elle consiste à atteindre le pic d'Estaragne en remontant le vallon du ruisseau d'Estaragne depuis la D 929, puis à longer la crête. Elle ne présente pas non plus de difficulté majeure, du moins par beau temps en été.